# Make Me a Picture of the Sun
Make Me a Picture of the Sun è l'album d'esordio di Carlot-ta prodotto da Gianmaria Ciabattari per Anna the Granny records e distribuito da Audioglobe. Pubblicato nell'aprile 2011, contiene 9 tracce cantate in inglese, francese e italiano. Il disco è stato insignito del Premio Ciampi come miglior disco d'esordio e della Targa M.E.I. Supersound come miglior disco dell'anno; è stato inoltre segnalato tra i cinque dischi candidati alla Targa Tenco per la migliore opera prima, classificandosi al secondo posto.
Dal disco sono stati tratti tre videoclip e il brano Pamphlet è stato scelto dalla casa automobilistica Ford per uno spot nazionale trasmesso per sei mesi sui canali TV, radio e web nazionali. 

## Tracce
1. Make Me a Picture of the Sun
2. Sables Mouvants
3. Both with Thee
4. Féroce et ridicule
5. Ai giochi addio
6. Chill
7. 14th August, a Summer Storm
8. Bleedin'

Tracce bonus
1. Pamphlet